# سعد بن عبد الرحمن العمار
سعد بن عبد الرحمن العمار هو سفير المملكة العربية السعودية لدى اليونان منذ 20 أكتوبر 2020، وسابقًا الأمين العام المساعد للشئون السياسية في الأمانة العامة لمجلس التعاون لدول الخليج العربية.

## الحياة العملية
سعد العمار حاصل على شهادة الدكتوراه من جامعة نيويورك، وعمل أستاذًا في معهد الإدارة العامة، ثم وكيلا مساعدا لشؤون التوظيف بوزارة العمل والشؤون الاجتماعية، وشارك في العديد من الدراسات والبحوث داخل المملكة وخارجها ويشغل عضوية عدد من المجالس ومنها مجلس إدارة منظمة العمل الدولية وعضو في الجمعية الأمريكية للإدارة.
أشرف أيضًا على تنفيذ العديد من الخبرات التدريبية في مجال التنمية والتخطيط والنظم والتدريب وشارك في العديد من المؤتمرات الدولية وعمل مستشارا لعدد من الوزارات والهيئات الحكومية.